# Ignatij Kraczkowski
Ignatij Kraczkowski (imię pisane także po pol.: Ignacy), ros. Игнатий Юлианович Крачковский, ur. 4 marca 1883 w Wilnie, zm. 24 stycznia 1951 w Leningradzie – rosyjski arabista, a od 1918 profesor uniwersytetu w Piotrogrodzie.
Urodził się jako syn dyrektora instytutu nauczycielskiego. W 1905 ukończył studia na Wydziale Wschodnim Uniwersytetu Petersburskiego, od 1908 do 1910 był delegowany naukowo do Libii, Syrii, Palestyny i Egiptu. W 1910 został adiunktem, a w 1918 profesorem. Od 1921 r. członek Akademii Nauk ZSRR, a od 1946 r. członek PAU. Był autorem prac z filologii i literatury arabskiej, m.in. Die arabische Poetik im IX Jahrhundert (1929) i Nad arabskimi rękopisami (1949, wydanie polskie 1952). W 1951 przyznano mu Nagrodę Stalinowską. Był też odznaczony Orderem Lenina (dwukrotnie) i Medalem za Obronę Leningradu.